# آرات دینک
آرات دینک (ارمنی: Արաթ Դինք; انگلیسی: Arat Dink؛ زادهٔ ۱۹۷۹) روزنامه‌نگار، پدیدآور، فعال حقوق بشر، و نویسنده ارمنی‌تبار اهل ترکیه است. پدر وی هرانت دینک روزنامه‌نگار سرشناس و سردبیر هفته‌نامه آگوس در سال ۲۰۰۷ در استانبول ترور شد.
جایزه روزنامه‌نگاری گاردین در سال ۲۰۰۸ به وی اعطا گردید.